# César Giraldo
César Augusto Giraldo Pelaez (Pereira, Colombia; 24 de septiembre de 1989), conocido simplemente como el "Zorro Giraldo", es un futbolista colombiano. Juega como guardameta.

## Trayectoria
Debutó en el año 2008 con el Depor Aguablanca, allí con 19 años disputó 10 partidos. Entre 2009 y 2011 jugó para el Tigres Fútbol Club (que se llamaba Expreso Rojo por aquella época), con el club cundinamarqués alcanso el récord de partidos jugados, su buen nivel llamó la atención del presidente del Fortaleza CEIF (Ricardo "Gato" Pérez) quien lo contrata para la temporada 2012 a la 2014 logrando el ascenso a primera división, ya en la máxima categoría no vio la oportunidad de ser titular y recala en el Bogotá Fútbol Club jugando 8 partidos en 6 meses. Desde enero de 2015 es titular indiscutible del 
Tigres Fútbol Club club con el cual logra el ascenso en 2016 a primera división.
En el 2018 se unirá a las filas del Club Independiente Santa Fe donde hará parte del club por dos años

## Clubes
| Club                | País                | Año                 | Partidos |
| ------------------- | ------------------- | ------------------- | -------- |
| Depor Aguablanca    | Colombia            | 2008                | 10       |
| Expreso Rojo        | Colombia            | 2009 - 2011         | 96       |
| Fortaleza CEIF      | Colombia            | 2012 - 2014         | 70       |
| Bogotá Fútbol Club  | Colombia            | 2014                | 8        |
| Tigres F. C.        | Colombia            | 2015 - 2017         | 91       |
| Unión Magdalena     | Colombia            | 2018 - 2019         | 68       |
| Itagüí Leones       | Colombia            | 2020                | 0        |
| Total en su Carrera | Total en su Carrera | Total en su Carrera | 343      |

## Estadísticas
| Club               | Div.          | Temporada     | Liga  | Liga  | Copa Nacional | Copa Nacional | Copa Internacional | Copa Internacional | Total | Total |
| Club               | Div.          | Temporada     | Part. | Goles | Part.         | Goles         | Part.              | Goles              | Part. | Goles |
| ------------------ | ------------- | ------------- | ----- | ----- | ------------- | ------------- | ------------------ | ------------------ | ----- | ----- |
| Depor Aguablanca   |               |               |       |       |               |               |                    |                    |       |       |
| 2.ª                | 2008          | 9             | 0     | 1     | 0             | —             | —                  | 10                 | 0     |       |
| Total club         | Total club    | 9             | 0     | 1     | 0             | 0             | 0                  | 10                 | 0     |       |
| Tigres Fútbol Club |               |               |       |       |               |               |                    |                    |       |       |
| 2.ª                | 2009          | 20            | 0     | 5     | 0             | —             | —                  | 25                 | 0     |       |
| 2.ª                | 2010          | 20            | 0     | 5     | 0             | —             | —                  | 25                 | 0     |       |
| 2.ª                | 2011          | 36            | 0     | 10    | 0             | —             | —                  | 46                 | 0     |       |
| 2.ª                | 2015          | 12            | 0     | 0     | 0             | —             | —                  | 12                 | 0     |       |
| 2.ª                | 2016          | 38            | 0     | 4     | 0             | —             | —                  | 42                 | 0     |       |
| 1.ª                |               |               |       |       |               |               |                    |                    |       |       |
| 2017               | 37            | 0             | 0     | 0     | —             | —             | 37                 | 0                  |       |       |
| Total club         | Total club    | 163           | 0     | 24    | 0             | 0             | 0                  | 187                | 0     |       |
| Fortaleza CEIF     |               |               |       |       |               |               |                    |                    |       |       |
| 2.ª                | 2012          | 29            | 0     | 4     | 0             | —             | —                  | 33                 | 0     |       |
| 2.ª                | 2013          | 26            | 0     | 11    | 0             | —             | —                  | 37                 | 0     |       |
| 1.ª                |               |               |       |       |               |               |                    |                    |       |       |
| 2014-l             | 0             | 0             | 0     | 0     | —             | —             | 0                  | 0                  |       |       |
| Total club         | Total club    | 55            | 0     | 15    | 0             | 0             | 0                  | 70                 | 0     |       |
| Bogotá Fútbol Club |               |               |       |       |               |               |                    |                    |       |       |
| 2.ª                | 2014-ll       | 5             | 0     | 3     | 0             | —             | —                  | 8                  | 0     |       |
| Total club         | Total club    | 5             | 0     | 3     | 0             | 0             | 0                  | 8                  | 0     |       |
| Unión Magdalena    |               |               |       |       |               |               |                    |                    |       |       |
| 2.ª                | 2018          | 37            | 0     | 2     | 0             | —             | —                  | 39                 | 0     |       |
| 1.ª                | 2019          | 15            | 0     | 0     | 0             | —             | —                  | 15                 | 0     |       |
| Total club         | Total club    | 52            | 0     | 2     | 0             | 0             | 0                  | 54                 | 0     |       |
| Total carrera      | Total carrera | Total carrera | 226   | 0     | 43            | 0             | 0                  | 0                  | 269   | 0     |

## Palmarés

### Campeonatos nacionales
- Tres ascensos a Categoría Primera A el primero con el Fortaleza CEIF en 2013, el segundo con Tigres Fútbol Club en 2016 y el tercero con el Unión Magdalena en 2018.

### Distinciones individuales
- Futbolista con más partidos disputados en el Tigres Fútbol Club.